# Brychius pacificus
Brychius pacificus är en skalbaggsart som beskrevs av Carr 1928. Brychius pacificus ingår i släktet Brychius och familjen vattentrampare. Inga underarter finns listade i Catalogue of Life.